# Sympherobius elegans
Sympherobius elegans är en insektsart som först beskrevs av Stephens 1836.  Sympherobius elegans ingår i släktet Sympherobius och familjen florsländor. Arten är reproducerande i Sverige. Inga underarter finns listade i Catalogue of Life.